# Wit-Rusland op het Eurovisiesongfestival 2006
Wit-Rusland deed mee  aan het Eurovisiesongfestival 2006 in Athene. Het was de derde deelname van het land aan het Eurovisiesongfestival. BTRC was verantwoordelijk voor de Wit-Russische bijdrage voor de editie van 2006. Zangeres Polina Smolova eindigde in Athene met het liedje Mum tijdens de halve finale op de 22ste en voorlaatste plaats, en was daarmee uitgeschakeld voor de eindstrijd.

## Selectieprocedure
Wit-Rusland hield een nationale finale om hun inzending aan te duiden voor het Eurovisiesongfestival 2006, die werd gehouden op 10 februari 2006. Er werd gekozen voor Polina Smolova met het lied Mum. In 2005 deed ze ook al mee aan de Wit-Russische preselectie toe werd ze tweede met het lied Smile. Alleen de top drie van de nationale finale werd bekendgemaakt.
| Plaats | Liedje                    | Deelnemer                               |
| ------ | ------------------------- | --------------------------------------- |
| 1      | Mum                       | Polina Smolova                          |
| 2      | You Can't Stop This Dance | Elena Grisjanova                        |
| 3      | Come Back                 | Ljavony                                 |
| =      | I Can See the Rising Sun  | Prima-Vera                              |
| =      | Europe's Heart's Groove   | Dali                                    |
| =      | Mysterious Logic          | Janet                                   |
| =      | Dangerous Game            | Gosia Andrzejewicz                      |
| =      | An A-Class Face           | Aleksandra Gaidoek                      |
| =      | You Never Know            | Tjana                                   |
| =      | May be                    | Dmitri Koldoen                          |
| =      | Connect the Hearts        | Goenesj Abbasova                        |
| =      | Baby-Sitter               | Lesja Kodoesj                           |
| =      | Vysjita Soroctska         | Irina Dorofejeva                        |
| =      | My Faith                  | Litesound                               |
| =      | Prots s Glaz              | Roeslan Moesvidas & Svetlana Vezhnovets |

## In Athene
Wit-Rusland moest als vijfde aantreden op het festival in de halve finale, net na Andorra en voor Albanië. Op het einde van de avond bleek dat ze op een 22ste plaats waren geëindigd met tien punten, wat niet genoeg was om de finale te halen.
Nederland en België hadden geen punten over voor deze inzending.

### Gekregen punten

#### Halve Finale
| 12 punten | 10 punten | 8 punten   | 7 punten | 6 punten   |
| --------- | --------- | ---------- | -------- | ---------- |
|           |           |            |          | - Rusland  |
| 5 punten  | 4 punten  | 3 punten   | 2 punten | 1 punt     |
|           |           | - Moldavië |          | - Oekraïne |

### Punten gegeven door Wit-Rusland

#### Halve Finale
| 12 punten | Rusland               |
| 10 punten | Oekraïne              |
| 8 punten  | Finland               |
| 7 punten  | Armenië               |
| 6 punten  | Litouwen              |
| 5 punten  | Zweden                |
| 4 punten  | Polen                 |
| 3 punten  | Bosnië en Herzegovina |
| 2 punten  | Slovenië              |
| 1 punt    | Cyprus                |

#### Finale
| 12 punten | Rusland               |
| 10 punten | Oekraïne              |
| 8 punten  | Armenië               |
| 7 punten  | Finland               |
| 6 punten  | Litouwen              |
| 5 punten  | Zweden                |
| 4 punten  | Bosnië en Herzegovina |
| 3 punten  | Roemenië              |
| 2 punten  | Griekenland           |
| 1 punt    | Noorwegen             |

2004 · 2005 · 2006 · 2007 · 2008 · 2009 · 2010 · 2011 · 2012 · 2013 · 2014 · 2015 · 2016 · 2017 · 2018 · 2019 · 2020-2025